# Инаугурация Джеральда Форда
Инаугурация Джеральда Форда в качестве 38-го Президента США состоялась 9 августа 1974 года, после отставки 37-го президента Ричарда Никсона из-за Уотергейтского скандала. Президентскую присягу проводил Председатель Верховного суда США Уоррен Бергер.
Данная инаугурация – девятая и на сегодняшний день последняя незапланированная, чрезвычайная инаугурация в истории инаугураций президента США. При этом она была первой, состоявшейся в связи с отставкой президента; предыдущие восемь были вызваны смертью президента на посту. Форд стал вице-президентом всего восемь месяцев назад, после того как Спиро Агню ушёл в отставку из-за обвинений во взяточничестве, когда он занимал пост исполнительного директора округа Балтимор и губернатора Мэриленда. Форд был первым человеком, назначенным на должности президента и вице-президента в соответствии с положениями Двадцать пятой поправки. Также примечательно, что Форд стал первым (и остаётся единственным) человеком, который занимал должности и президента, и вице-президента, не будучи избранным ни на одну из них. 

## Предыстория
В переданной по телевидению речи в Овальном кабинете 8 августа 1974 года президент Ричард Никсон, которому грозила процедура импичмента за его роль в Уотергейтском скандале, объявил народу: «Я подам в отставку с поста президента, завтра [9 августа] в полдень». На следующее утро, в 9:00 Никсон произнёс прощальную речь в Восточной комнате на собрании сотрудников Белого дома и избранных высокопоставленных лиц, включая Кабинет министров и вице-президента Форда. Это было эмоциональное событие, когда президент Никсон несколько раз чуть не сломался. Когда оно был закончено, Форд сопроводил президента и первую леди к армейскому вертолёту, где президент помахал своим знаменитым «V-образным знаком», прежде чем вылететь в «Air Force One» и отправиться в Калифорнию. 

## Церемония
Отставка Никсона была подана госсекретарю США Генри Киссинджеру в 11:35 утра. В этот момент Форд стал 38-м президентом Соединённых Штатов, хотя и принял официальную присягу в 12:05. Никсон покинул здание, и сотрудники Белого дома начали подготовку к приведению Форда к присяге. Для гораздо большего количества приглашённых гостей было добавлено больше стульев, чем на прощание. Присягу Форда принимал главный судья Уоррен Бергер в Восточной комнате Белого дома. Бергер в то время путешествовал по Нидерландам и был срочно доставлен обратно в Вашингтон.
Сразу после принятия президентской присяги Форд выступил с речью (автором которой является советник президента Роберт Хартманн), ссылаясь в своих замечаниях на уникальные и «экстраординарные обстоятельства», которые привели к его восхождению на пост президента. Сразу после выступления из 850 слов Форд представил журналистам своего нового пресс-секретаря Джеральда Терхорста и встретился с членами кабинета министров.